# Xuân phân (tọa độ thiên văn)
Trong thiên văn học, xuân phân là một trong hai vị trí trên thiên cầu mà tại đó hoàng đạo giao với đường xích đạo thiên thể. Mặc dù có hai giao điểm của hoàng đạo với xích đạo thiên thể, theo quy ước, điểm phân liên kết với nút đi lên của Mặt Trời được sử dụng làm điểm gốc của hệ tọa độ thiên thể và được gọi đơn giản là "điểm phân". Ngược lại với cách sử dụng phổ biến của các điểm phân mùa xuân/vernal và mùa thu, điểm phân của hệ tọa độ thiên thể là một hướng trong không gian hơn là là một điểm thời gian.
Trong một chu kỳ khoảng 25.700 năm, điểm phân di chuyển về phía tây so với thiên cầu do các lực nhiễu loạn; do đó, để xác định một hệ tọa độ, cần phải xác định ngày mà điểm phân được chọn. Không nên nhầm ngày này với kỷ nguyên. Các vật thể thiên văn hiển thị các chuyển động thực như quỹ đạo và chuyển động thích hợp, và kỷ nguyên xác định ngày áp dụng vị trí của một vật thể. Do đó, một đặc tả đầy đủ về tọa độ cho một đối tượng thiên văn đòi hỏi cả ngày phân và kỷ nguyên.
Phân và kỷ nguyên tiêu chuẩn hiện đang được sử dụng là J2000.0, là ngày 1 tháng 1 năm 2000 lúc 12:00 TT. Tiền tố "J" chỉ ra rằng đó là kỷ nguyên Julian. Điểm phân và kỷ nguyên chuẩn trước đây là B1950.0, với tiền tố "B" cho biết đây là kỷ nguyên Besselian. Trước năm 1984, các điểm phân và kỷ nguyên Besselian đã được sử dụng. Kể từ thời điểm đó, các điểm phân và kỷ nguyên Julian đã được sử dụng.

## Chuyển động của điểm phân

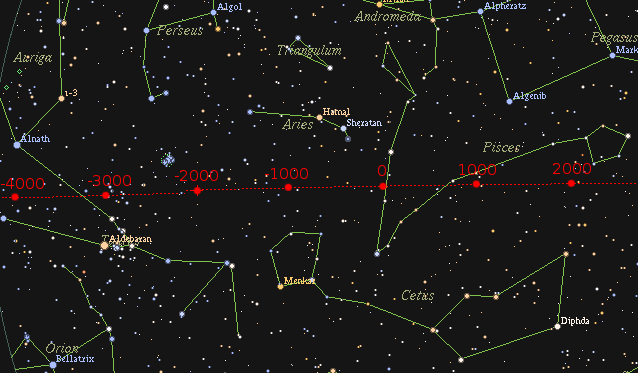
Tuế sai của điểm phân

Điểm phân di chuyển, theo nghĩa là khi thời gian trôi đi, nó ở một vị trí khác so với các ngôi sao ở xa. Do đó, danh mục sao qua nhiều năm, thậm chí trong một vài thập kỷ, sẽ liệt kê các lịch thiên văn khác nhau. Điều này là do tuế sai và chương động, cả hai đều có thể được mô hình hóa, cũng như các lực xáo trộn nhỏ khác chỉ có thể được xác định bằng quan sát và do đó được lập thành bảng trong các cuốn nhật ký thiên văn.

### Tuế sai
Tuế sai của điểm phân được Hipparchus ghi nhận lần đầu tiên vào năm 129 TCN, khi ghi nhận vị trí của Spica đối với điểm phân và so sánh nó với vị trí mà Timocharis quan sát được vào năm 273 TCN. Nó là một chuyển động dài hạn với chu kỳ 25.800 năm.

### Chương động
Chương động (nutation) là dao động của mặt phẳng hoàng đạo. Lần đầu tiên nó được James Bradley quan sát như một biến thể trong độ nghiêng của các ngôi sao. Bởi vì ông không có đồng hồ đủ chính xác, Bradley không biết về ảnh hưởng của sự ăn khớp đối với chuyển động của điểm phân dọc theo đường xích đạo thiên thể, mặc dù ngày nay đó là khía cạnh quan trọng hơn của sự ăn khớp. Chu kỳ giao động của chương động là 18,6 năm.

## Phân và kỷ nguyên Besselian
Kỷ nguyên Besselian, được đặt theo tên nhà toán học và thiên văn học người Đức Friedrich Bessel (1784–1846), là một kỷ nguyên dựa trên năm Besselian gồm 365,242198781 ngày, là năm nhiệt đới được đo tại điểm mà kinh độ của Mặt trời chính xác là 280°. Kể từ năm 1984, điểm phân và kỷ nguyên Bessel đã được thay thế bằng điểm phân và kỷ nguyên Julian. Điểm phân và kỷ nguyên tiêu chuẩn hiện tại là J2000.0, là kỷ nguyên Julian.
Các kỷ nguyên Besselian được tính theo:
B = 1900.0 + (Ngày Julian - 2415020.31352)/365.242198781
Điểm phân và kỷ nguyên tiêu chuẩn trước đây là B1950.0, một kỷ nguyên Besselian.
Vì độ thăng thiên và độ nghiêng bên phải của các ngôi sao liên tục thay đổi do tuế sai, các nhà thiên văn học luôn chỉ định chúng liên quan đến một điểm phân cụ thể. Các điểm phân Besselian được sử dụng trong lịch sử bao gồm B1875.0, B1900.0, B1925.0 và B1950.0. Ranh giới chính thức của các chòm sao được xác định vào năm 1930 bằng cách sử dụng B1875.0.

### Phân và kỷ nguyên Julian
Kỷ nguyên Julian là một kỷ nguyên dựa trên năm Julian chính xác với 365,25 ngày. Kể từ năm 1984, kỷ nguyên Julian được sử dụng ưu tiên hơn kỷ nguyên Besselian trước đó.
Các kỷ nguyên Julian được tính theo công thức:
J = 2000.0 + (Ngày Julian - 2451545.0)/365,25
Điểm phân và kỷ nguyên tiêu chuẩn hiện đang được sử dụng là J2000.0, tương ứng với ngày 1 tháng 1 năm 2000 12:00 giờ trên mặt đất.

### J2000.0
Kỷ nguyên J2000.0 chính xác là ngày Julian 2451545.0 TT (Giờ trên mặt đất), hoặc ngày 1 tháng 1 năm 2000, trưa TT. Điều này tương đương với ngày 1 tháng 1 năm 2000, 11:59:27,816 (TAI) hoặc ngày 1 tháng 1 năm 2000, 11:58:55,816 (UTC).
Vì độ thăng thiên và độ nghiêng bên phải của các ngôi sao liên tục thay đổi do tuế sai, (và đối với các ngôi sao tương đối gần do chuyển động thích hợp), các nhà thiên văn học luôn chỉ định chúng liên quan đến một kỷ nguyên cụ thể. Kỷ nguyên trước đó được sử dụng tiêu chuẩn là kỷ nguyên B1950.0.
Khi bình xích đạo và điểm phân của J2000 được sử dụng để xác định một hệ quy chiếu thiên, khung mà cũng có thể tọa J2000 ký hiệu hoặc đơn giản là J2000. Điều này khác với Hệ quy chiếu Thiên thể Quốc tế (ICRS): đường xích đạo và điểm phân trung bình tại J2000.0 khác biệt và có độ chính xác thấp hơn ICRS, nhưng đồng ý với ICRS về độ chính xác hạn chế của điểm trước đây. Sử dụng các phương tiện địa điểm "trung bình" mà chương động được trung bình ra hoặc bỏ qua. Điều này có nghĩa là cực Bắc quay của Trái Đất không hoàn toàn hướng vào cực thiên thể J2000 ở kỷ nguyên J2000.0; cực thực của kỷ nguyên cách xa cực trung bình. Sự khác biệt tương tự liên quan đến điểm phân.
Chữ "J" ở tiền tố chỉ ra rằng đó là điểm phân hoặc kỷ Julian chứ không phải là điểm phân hoặc kỷ nguyên Besselian.

### Các điểm phân khác và kỷ nguyên tương ứng của chúng
Các điểm phân và kỷ nguyên khác đã được sử dụng bao gồm:
- Các Bonner Durchmusterung bắt đầu bởi Friedrich Wilhelm Tháng Tám Argelander sử dụng B1855.0

Các Henry Draper Catalogue sử dụng B1900.0
Chòm sao ranh giới được xác định vào năm 1930 cùng dòng xích kinh và từ chối cho kỷ nguyên B1875.0.
Đôi khi, các điểm phân không chuẩn đã được sử dụng, chẳng hạn như B1925.0 và B1970.0
- Các Hipparcos Catalogue sử dụng hệ thống quốc tế Celestial Reference (ICRS) hệ tọa độ (mà chủ yếu là phân J2000.0) nhưng sử dụng một kỷ nguyên của J1991.25. Đối với các đối tượng có chuyển động thích hợp đáng kể, giả sử rằng kỷ nguyên là J2000.0 dẫn đến sai số vị trí lớn. Giả sử rằng điểm phân là J1991,25 dẫn đến sai số lớn cho gần như tất cả các đối tượng.[11]
- Kỷ nguyên và điểm phân cho các nguyên tố quỹ đạo thường được tính theo Giờ trên mặt đất, ở một số định dạng khác nhau, bao gồm:

1. Ngày Gregory với thời gian 24 giờ: 2000 ngày 1 tháng 1, 12:00 TT
2. Ngày Gregory với ngày phân số: 2000 tháng 1 1,5 TT
3. Ngày Julyan với ngày phân số: JDT 2451545.0
4. NASA / NORAD 's yếu tố Hai dòng định dạng với ngày phân đoạn: 00001.50000000

## Thời gian đi ngang và phương trình của điểm phân
Thời gian thiên văn là góc giờ của điểm phân. Tuy nhiên, có hai loại: nếu điểm phân trung bình được sử dụng (chỉ bao gồm tuế sai), nó được gọi là thời gian cận biên trung bình; nếu điểm phân thực được sử dụng (vị trí thực tế của điểm phân tại một thời điểm nhất định), nó được gọi là thời gian cận biên biểu kiến. Sự khác biệt giữa hai điểm này được gọi là phương trình của điểm phân, và được lập thành bảng trong Sách thiên văn.
Một khái niệm liên quan được gọi là phương trình của điểm gốc, là độ dài cung giữa điểm gốc trung gian thiên thể và điểm phân. Ngoài ra, phương trình của nguồn gốc là sự khác biệt giữa Góc quay của Trái đất và thời gian bên lề biểu kiến tại Greenwich.

## Vai trò giảm dần của điểm phân trong thiên văn học
Trong thiên văn học hiện đại, hoàng đạo và điểm phân đang giảm dần tầm quan trọng như yêu cầu cần có, hoặc thậm chí với tư cách là các khái niệm để thuận tiện tham chiếu. Tuy nhiên, điểm phân vẫn có tính quan trọng trong việc sử dụng dân dụng thông thường nhằm xác định các mùa trong năm. Điều này là do một số lý do. Một lý do quan trọng là rất khó để xác định chính xác hoàng đạo, và thậm chí còn có một số nhầm lẫn trong tài liệu về nó.
Cũng với sự ra đời của Hệ quy chiếu Thiên thể Quốc tế, tất cả các đối tượng ở gần và ở xa đều được đặt trong mối quan hệ cơ bản với một khung lớn dựa trên các nguồn vô tuyến cố định ở rất xa, và việc lựa chọn điểm gốc là tùy ý và được xác định để thuận tiện cho bài toán trong tầm tay. Không có vấn đề quan trọng nào trong thiên văn học khi mà hoàng đạo và điểm phân cần được xác định.